# NV Arena
NV Arena é um estádio de futebol localizado em Sankt Pölten, Austria. É a casa do St. Pölten. Foi construído entre Janeiro de 2011 até Julho de 2012, e terminado em 7 de Julho de 2012. A capacidade é de 8000 espectadores (expansível para 13.000)